# Cássio Scheid
Cássio Fernando Scheid (Arroio do Meio, 3 gennaio 1994) è un calciatore brasiliano, difensore del Dewa Utd.

## Caratteristiche tecniche
È un difensore centrale.

## Carriera
Acquistato dal Farense nel 2016 dopo alcune stagioni nel Campeonato Paulista Série A3, si impone subito come titolare collezionando 30 presenze alla sua prima stagione in terza divisione. Promosso in Primeira Liga in vista della stagione 2020-2021, debutta nella massima serie portoghese il 20 settembre in occasione dell'incontro perso 2-0 contro il Moreirense.

## Statistiche
Statistiche aggiornate al 10 gennaio 2021.

### Presenze e reti nei club
| Stagione           | Squadra            | Campionato         | Campionato | Campionato | Coppe nazionali | Coppe nazionali | Coppe nazionali | Coppe continentali | Coppe continentali | Coppe continentali | Altre coppe | Altre coppe | Altre coppe | Totale | Totale | Totale |
| Stagione           | Squadra            | Comp               | Pres       | Reti       | Comp            | Pres            | Reti            | Comp               | Pres               | Reti               | Comp        | Pres        | Reti        | Pres   | Reti   |        |
| ------------------ | ------------------ | ------------------ | ---------- | ---------- | --------------- | --------------- | --------------- | ------------------ | ------------------ | ------------------ | ----------- | ----------- | ----------- | ------ | ------ | ------ |
| 2014               | Juventus-SP        | A3/SP              | 2          | 0          |                 | -               | -               |                    | -                  | -                  |             | -           | -           | 2      | 0      |        |
| 2015               | Juventus-SP        | A3/SP              | 3          | 0          |                 | -               | -               |                    | -                  | -                  |             | -           | -           | 3      | 0      |        |
| Totale Juventus-SP | Totale Juventus-SP | Totale Juventus-SP | 5          | 0          |                 | -               | -               |                    | -                  | -                  |             | -           | -           | 5      | 0      |        |
| 2016               | São Carlos         | A3/SP              | 24         | 5          |                 | -               | -               |                    | -                  | -                  |             | -           | -           | 24     | 5      |        |
| 2016-2017          | Farense            | CdP                | 30         | 0          | CP              | 0               | 0               |                    | -                  | -                  |             | -           | -           | 30     | 0      |        |
| 2017-2018          | Farense            | CdP                | 27         | 1          | CP              | 2               | 0               |                    | -                  | -                  |             | -           | -           | 29     | 1      |        |
| 2018-2019          | Farense            | LdH                | 32         | 1          | CP+CdL          | 0+2             | 0               |                    | -                  | -                  |             | -           | -           | 34     | 1      |        |
| 2019-2020          | Farense            | LdH                | 12         | 2          | CP+CdL          | 1+1             | 0               |                    | -                  | -                  |             | -           | -           | 14     | 2      |        |
| 2020-2021          | Farense            | PL                 | 4          | 0          | CP              | 0               | 0               |                    | -                  | -                  |             | -           | -           | 4      | 0      |        |
| Totale Farense     | Totale Farense     | Totale Farense     | 105        | 4          |                 | 6               | 0               |                    | -                  | -                  |             | -           | -           | 111    | 4      |        |
| Totale carriera    | Totale carriera    | Totale carriera    | 134        | 9          |                 | 6               | 0               |                    | -                  | -                  |             | -           | -           | 140    | 9      |        |

## Palmarès

### Club

#### Competizioni nazionali
- Coppa d'Armenia: 1

Ararat-Armenia: 2023-2024